# Thüringen, holdes Land
Thüringen, holdes Land ist eine Hymne auf Thüringen. Das Lied hat keine staatsrechtliche Bedeutung als Hymne Thüringens, da eine solche nicht zu den in der Thüringer Verfassung festgeschriebenen Hoheitszeichen des Freistaates gehört.
Die Popularität des Liedes ist in den letzten Jahrzehnten zugunsten des Rennsteigliedes von Herbert Roth/Karl Müller stark zurückgegangen. Komponiert wurde sie von dem Weimarer Komponisten  Carl Müllerhartung auf einen Text, den Ernst Viktor Schellenberg 1876 in seinem Kleinen Lieder- und Bilderbuch veröffentlicht hatte.
Bis 1918 zerfiel das Land in einzelne Herzogtümer, die jeweils eine eigene Hymne hatten. Beispielsweise hatte Sachsen-Meiningen den „Vaterlandsgesang der Sachsen-Meininger“ („Brüder, singt mit lautem Freudenschall unsern Vaterlandsgesang“), Text von Ludwig Bechstein; Sachsen-Weimar-Eisenach hatte die von Franz Liszt vertonte Hymne „Von der Wartburg Zinnen nieder“ (Refrain: „Möge Gott dich stets erhalten, Weimars edles Fürstenhaus“), Text von Peter Cornelius. 1920 entstand das Land Thüringen, in dem die Hymne zur Schaffung einer gemeinsamen Identität des zersplitterten Landes diente.

## Text
Thüringen, holdes Land,
Wo meine Wiege stand!
Frühling ist überall,
Freude und Lust.
Lieder, strömt fröhlich aus,
Flattert von Haus zu Haus,
Sucht eine Ruhestatt
An Liebchens Brust.
O frisches Waldesgrün!
Rosige Wangen blüh’n,
Aus jedem Fenster winkt
Lächelnd ein Gruß.
Brünnlein, wie quillst du hell,
Bächlein, rausch nicht so schnell,
daß nicht zu früh uns welkt
Rose und Kuß.
Thüringen, holdes Land,
Wo meine Wiege stand!
Sterb’ ich, so nimm mich sanft
In deinen Schooß;
Lüfte, umweht das Grab,
Tannen, rauscht kühl herab,
Rehe umspielen dann
Hügel und Moos.